# Anton Glebko
Anton Olegowicz Glebko (ros. Антон Олегович Глебко; ur. 21 września 1989 w Czelabińsku) – rosyjski szpadzista, brązowy medalista mistrzostw świata.
W 2009 roku zdobył brąz indywidualnie na mistrzostwach świata juniorów w Belfaście.
Podczas mistrzostw świata w Lipsku w 2017 roku Rosjanie w składzie: Nikita Głazkow, Anton Glebko, Siergiej Chodos i Pawieł Suchow zdobyli brązowy medal w rywalizacji drużynowej. W tej samej konkurencji był też czwarty na mistrzostwach świata w Kazaniu w 2014 roku.
Zdobył ponadto srebrny medal drużynowo na igrzyskach europejskich w Baku (2015).